# Суквоміші

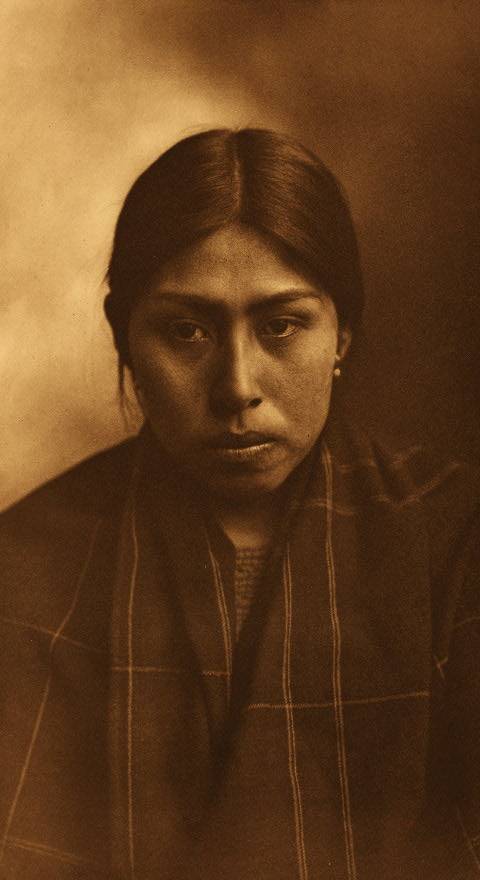
Жінка племені суквомішів, фотограф Едвард Кертіс, 1913.

Суквоміші (англ. Suquamish) — індіанське плем'я, яке проживає в резервації у штаті Вашингтон на заході США.
Належить до прибережних саліських племен, які розмовляють на діалекті мови лушуцид, що відноситься до саліської мовної сім'ї. Як і інші прибережні індіанські народи, суквоміші займаються рибальством з місцевих річок, будують довгі будинки для захисту від вологих зим, характерних для регіонів на захід від Каскадних гір.
Традиційно жили на західному березі фіорду П'юджет-Саунд, від Яблуневої бухти на півночі до Гіг-Гарбора на півдні, разом з кількома островами. Влітку суквоміші розселялися по великій території, на зимівлю збиралися в зимове селище поблизу Олд-Мен-Хауза — найбільший довгий будинок на П'юджет-Саунд.
Перший контакт з європейцями відбувся 1792 року, коли Джордж Ванкувер досліджував П'юджет-Саунд і зустрівся з членами племені, серед яких, можливо, були Швеабе (Schweabe) і вождь Кіцап. Регулярніші контакти з європейцями після заснування торгових точок на П'юджет-Саунд і на протоці Джорджія на початку XIX століття.
Після заснування 1853 року території Вашингтон уряд США почав підписувати угоди з місцевими племенами з метою скупки їхніх земель. Суквоміші поступилися більшістю земель США за договором Пойнт-Елліотт від 22 січня 1855 року. Вони змогли зберегти частину земель, де зараз розташована резервація Пот-Медісон.
Хоча суквоміші жили в окремих селах, вони мали визнаний центр на П'юджет-Саунд. Принаймні дві людини мали репутацію визнаних лідерів племені. Одним з них був Кіцап, який очолив коаліцію племен П'юджет-Саунда проти племен ковічан близько 1825 року. Другим був вождь Сіетл, син Швеабе, який був майстерним оратором і миротворцем у неспокійні часи XIX століття і вміло підтримував добрі стосунки з білими. Хоча в історіографії обох називають «вождями», формально в племені не було такого титулу.